# Opistophthalmus lamorali
Opistophthalmus lamorali ist ein in Namibia endemisch vorkommender Skorpion aus der Familie Scorpionidae.

## Merkmale
Opistophthalmus lamorali ist ein mittelgroßer Skorpion von 65 bis 85 Millimetern Länge und einem im Vergleich zu vielen anderen Arten der Gattung Opistophthalmus flachen Körperbau. Er hat eine olivbraune Farbe in verschiedenen Tönen, die Tergite, Sternite und die Segmente des Metasomas sind dunkelgrau bis schwarz. Skorpione aus dem nordwestlichen Teil des Verbreitungsgebiets haben eine deutlich hellere Färbung. Die Tergite des Mesosomas sowie des ersten und gelegentlich des zweiten metasomalen Segments der männlichen Skorpione haben eine sehr feine und gleichmäßige Körnung der Oberfläche, wodurch sie einen matten Eindruck machen. Die Sternite des Mesosomas und die Unterseiten der ersten drei metasomalen Segmente haben eine unregelmäßige Oberfläche. Die Tergite und Sternite weiblicher Skorpione sind glatt und glänzend.
Die medianen Ocellen sind etwas größer als die lateralen. Sie sind auf dem Carapax leicht nach hinten verschoben, das Verhältnis des Abstands zum vorderen Rand des Carapax zu dessen Gesamtlänge beträgt etwa 0,54. Am vorderen Rand des Carapax befindet sich eine kleine runde Einbuchtung, von der mittig eine Furche nach hinten läuft. Diese teilt sich hinter den Ocellen und bildet mit einer parallel zum hinteren Rand des Carapax verlaufenden kurzen Furche ein etwa gleichschenkliges Dreieck. Von den Gabelästen läuft jeweils eine Furche rechtwinklig zum seitlichen Rand des Carapax. Der Carapax männlicher Skorpione hat, mit Ausnahme des Bereichs um die medianen Ocellen, eine gleichmäßig körnige Oberfläche. Bei weiblichen Skorpionen ist der Carapax fast vollständig glatt, mit einer nur leichten Körnung im vorderen Bereich.
Die Kammorgane haben bei männlichen Skorpionen 25 bis 28 Zähne, bei weiblichen 15 bis 17 Zähne. Das Genitaloperkulum ist bei männlichen Skorpionen queroval und bei weiblichen annähernd herzförmig. Die Betrachtung der Kammorgane und der Genitaloperkula ermöglicht bereits bei juvenilen und subadulten Skorpionen die Unterscheidung der Geschlechter.
Die Außenseiten der Chelae und der Patellen der Pedipalpen sind fast glatt, die Innenseiten haben eine nur wenig körnige Oberfläche. Die Patellen haben am distalen Ende einen ausgeprägten Fortsatz.
Das Telson ist bei beiden Geschlechtern langgestreckt.
Opistophthalmus lamorali zeigt einen deutlichen Sexualdimorphismus. Neben den bereits aufgeführten Merkmalen wirken männliche Skorpione bei gleicher Länge wesentlich schlanker, ihre Pedipalpen sind deutlich länger und schmaler. Die männlichen Skorpione haben einen stärker abgeflachten Körper.
Die Morphologie von Opistophthalmus lamorali und eine durchgeführte DNA-Analyse weisen auf eine nahe Verwandtschaft mit Opistophthalmus cavimanus hin. Von dieser Art unterscheidet er sich durch die dunkle Färbung, Opistophthalmus cavimanus hat eine gelborange bis rotbraune Farbe. Neben den leicht nach hinten verschobenen medianen Ocellen und der im Bereich der Ocellen glatten Oberfläche des Carapax von Opistophthalmus lamorali gibt es zahlreiche weitere Unterschiede in morphologischen Details.

## Verbreitung und Lebensraum
Die Terra typica von Opistophthalmus lamorali ist der nur zeitweilig Wasser führende Fluss Ugab im Wahlkreis Omaruru der namibischen Region Erongo. Der Typenfundort liegt nördlich des Brandbergmassivs. Nachsuchen in den 1990er Jahren erbrachten zahlreiche weitere Funde in der Gegend des Brandbergmassivs (21° 0′ 0″ S, 14° 34′ 48″ O). Opistophthalmus lamorali ist ein Endemit der namibischen Wahlkreise Omaruru in der Region Erongo und Khorixas in der Region Kunene. Sämtliche Fundorte befinden sich zwischen der Siedlung Uis südwestlich und dem Trockenfluss Huab nordwestlich des Brandbergmassivs. Die Art wurde auf felsigen Plateaus im Flachland der Umgebung vorgefunden, auf dem Massiv selbst lediglich in zwei Schluchten an seinem Westrand. Das Verbreitungsgebiet von Opistophthalmus lamorali grenzt parapatrisch an das von Opistophthalmus cavimanus, der weiter nördlich vorkommt.

## Lebensweise
Opistophthalmus lamorali gehört zu den lithophilen Arten der Gattung Opistophthalmus. Sie graben ihre kurzen Wohnröhren unter Steinen in harten, ausgetrockneten Lehmboden, dabei erreichen sie meist nur Tiefen von weniger als zehn Zentimetern. Ausgewachsene männliche Skorpione scharren häufig nur vorübergehend genutzte flache Hohlräume unter Steinen aus. Die Art zeigt mit ihrem abgeflachten Körper und den auf dem Carapax nach hinten verlagerten medianen Ocellen eine deutliche Anpassung an diese Lebensweise.

## Systematik
Bereits 1934 hatte der südafrikanische Arachnologe John Hewitt die Unterart Opistophthalmus undulatus ugabensis nach einem männlichen und einem weiblichen Syntypus beschrieben. In den 1950er erkannte der Arachnologe Reginald Frederick Lawrence, dass es sich bei dem männlichen Exemplar um eine neue Art handelte, er etikettierte vier weitere Sammlungsexemplare dieser Art mit dem Vermerk „n. sp.“ für „neue Art“. Er nahm jedoch keine Erstbeschreibung vor, sondern bezeichnete das Taxon in späteren Veröffentlichungen als Opistophthalmus cavimanus ugabensis. Opistophthalmus undulatus wurde 1979 von Bruno H. Lamoral mit Opistophthalmus schultzei synonymisiert. Lamoral stellte ebenfalls fest, dass die Syntypen von Opistophthalmus undulatus ugabensis verschiedenen Arten angehören und bestimmte das weibliche Exemplar zum Lektotypen von Opistophthalmus ugabensis Hewitt, 1934. Den männlichen Syntypus identifizierte er falsch als Opistophthalmus cavimanus.

### Erstbeschreibung
Die Erstbeschreibung von Opistophthalmus lamorali erfolgte 2000 durch den US-amerikanischen Arachnologen Lorenzo Prendini in einem Buchkapitel über die Biodiversität der Skorpione des Brandbergmassivs.

### Typmaterial
Prendini identifizierte den männlichen Syntypus von Opistophthalmus undulatus ugabensis Hewitt, 1934, der zwischenzeitlich von Lamoral falsch als Opistophthalmus cavimanus bestimmt worden war, als eine neue Art mit diesem Exemplar als Holotypus. Der Holotypus befindet sich im Albany Museum in Makhanda. Die Überprüfung mehrerer Museumssammlungen erbrachte weitere Funde falsch identifizierter Exemplare aus der Umgebung des Typenfundortes. Aus diesem Bestand und aus Funden bei gezielten Nachsuchen in der Gegend des Typenfundortes wurden von Prendini etwa 50 Paratypen benannt, die sich im American Museum of Natural History in New York, im Namibischen Nationalmuseum in Windhoek, im Iziko South African Museum in Kapstadt, im Ditsong National Museum of Natural History in Pretoria, im Albany Museum in Grahamstown, im Natal Museum in Pietermaritzburg und in der Sammlung der California Academy of Sciences in San Francisco befinden.

### Etymologie
Der Artname lamorali ehrt den südafrikanischen Arachnologen Bruno H. Lamoral für seine Verdienste um die Systematik der südafrikanischen und insbesondere der namibischen Skorpione.